# Toscolano (torrente)
Il Toscolano è un torrente che scorre nella provincia di Brescia. Nasce presso l'antica segheria veneziana di Turano dalla confluenza del torrente Magasino e Armarolo (i quali sorgono dal Monte Tombea), nel comune di Valvestino, percorre la Val Vestino e la Valle delle Cartiere, attraversando il territorio dei comuni di Valvestino, Gargnano e Toscolano Maderno, dove sfocia nel lago di Garda con un delta che divide gli abitati di Toscolano e Maderno.
Nel comune di Gargnano è stato sbarrato nel 1962 con la diga di Ponte Cola che ha formato il lago di Valvestino, bacino sfruttato ai fini idroelettrici.
La parte alta del corso del torrente è compresa nel Parco Alto Garda Bresciano.